# John Travolta Wannabe
John Travolta Wannabe là EP (mini-album, đĩa mở rộng) thứ hai của nhóm nhạc nữ Hàn Quốc T-ARA, được ra mắt vào ngày 30 tháng 6 năm 2011. Bản repackage của EP này có nhan đề Roly-Poly in Copacabana, được phát hành như là một phiên bản giới hạn vào ngày 2 tháng 8 năm 2011.

## Lịch sử
Vào ngày 8 tháng 6, công ty đã thông báo rằng T-ARA sẽ trở lại vào tháng 7 với một mini-album mới. Qua đó, họ cũng tiết lộ rằng, ca khúc chủ đề của album sẽ do Shinsadong Tiger và Choi Gyu Sung đồng sáng tác. Shinsadong Tiger và Choi Gyu Sung cũng là những người đã sáng tác ca khúc Bo Peep Bo Peep, ca khúc chủ đề của album đầu tiên Absolute First Album của nhóm. Tên của album xuất phát từ bộ phim Saturday Night Fever" do John Travolta đóng vai chính. Sau khi xem xong bộ phim, từng thành viên đã nêu ra ý kiến của bản thân sau khi xem xong phim, và họ đã thống nhất tên của album là John Travolta Wannabe.
Roly-Poly – là bản disco những năm 1980 với phong cách retro kết hợp với âm nhạc hiện đại. Họ nghĩ rằng ca khúc này phù hợp với nhóm và có thể gợi lại bài hát ''Night Fever của Bee Gee. Vũ đạo của bài hát sẽ gồm 20 vũ công đứng trên sân khấu với họ mang phong cách thập niên 70, 80 và sẽ biểu diễn những điệu nhảy retro như ABC, diamond và hustle.
Ngày 24 tháng 6, Core Contents Media đã tung ra một đoạn teaser dài 59 giây cho ca khúc chủ đề của nhóm, Roly-Poly. Video ca nhạc được phát hành sau đó ba ngày, sớm hơn so với kế hoạch dự kiến ban đầu, do yêu cầu của người hâm mộ. Video ca nhạc có độ dài lên tới 12 phút, được làm dưới dạng một mini-drama, được phát hành vào ngày 4 tháng 7.
Sau đó, mặc dù T-ARA đã có kế hoạch phát hành MV "Roly-Poly" phần 2 vào ngày 4 tháng 7, nhưng việc phát hành sẽ được dời đi, để điều chỉnh video được hoàn chỉnh hơn, và vào ngày 11 tháng 7, họ đã phát hành Roly-Poly phần 2, với nhiều hình ảnh mới. Đặc biệt, còn có những màn cover của các fan ở cuối video.

## Tái phát hành
Ngày 01 tháng 8, Core Contents Media đã công bố rằng một phiên bản tái bản của John Travolta Wannabe sẽ mang tên Roly-Poly in Copcababana và giới hạn chỉ có 10.000 bản. Phiên bản này sẽ chứa một bài hát mới, một phiên bản Eurodance remix của "Roly-Poly", có tựa đề "Roly-Poly in Copacabana" được đặt theo tên của câu lạc bộ disco nổi tiếng vào những năm 1980. Bài hát ra mắt vào ngày 02 tháng 8 trong khi video ca nhạc đã bị trì hoãn cho đến ngày hôm sau. "Roly-Poly in Copacabana" đã được đẩy lên phát hành sớm một giờ so với kế hoạch ban đầu, do yêu cầu kêu gọi của người hâm mộ.

## Đánh giá và ảnh hưởng
Album cũng như ca khúc chủ đề, Roly-Poly đều nhận được sự đón nhận cuồng nhiệt từ phía khán giả. Roly-Poly cũng đã càn quét nhiều bảng xếp hạng và chiếm được những thứ hạng cao trên các bảng xếp hạng, như: Gaon Chart, Soompi... Sau khi MV phần 1 của Roly-Poly ra lò vào một tuần trước đó, fan từ khắp mọi nơi trên thế giới đã đua nhau cover vũ đạo retro đơn giản mà cực cuốn hút của T-ARA. Hàng loạt video cover được đăng tải trên Youtube trong thời gian ngắn đã chứng tỏ độ hot của Roly-Poly. Đáp lại tình cảm đó của các fan, T-ARA vừa cho ra lò phần 2 của MV Roly-Poly với rất nhiều cảnh quay mới. Đặc biệt ở cuối MV, hàng chục màn cover Roly-Poly của các fan từ khắp mọi nơi đã được Core Contents Media tổng hợp và ghép vào cùng. Ngoài ra, nhóm cũng đã giành 2 chiến thắng trên chương trình M! Countdown vào ngày 14 tháng 7 và 21 tháng 7 và đoạt Muntizen trên chương trình SBS Inkigayo vào ngày 24 tháng 7.

## Danh sách ca khúc
Ngoại trừ Roly-Poly và I Really Really Like You là những ca khúc mới, những ca khúc còn lại là phiên bản Remix lại từ những ca khúc trong mini-album trước của nhóm, Temptastic.
| STT              | Nhan đề                               | Phổ lời                         | Phổ nhạc                        | Biên soạn                       | Thời lượng |
| ---------------- | ------------------------------------- | ------------------------------- | ------------------------------- | ------------------------------- | ---------- |
| 1.               | "Roly-Poly"                           | Shinsadong Tiger, Choi Gyu Sung | Shinsadong Tiger, Choi Gyu Sung | Shinsadong Tiger, Choi Gyu Sung | 3:34       |
| 2.               | "Really Really Like You"              | Nang-ee, Beom-ee                | Nang-ee, Beom-ee                | Nang Ee, Beom Ee                | 3:26       |
| 3.               | "Ya Ya Ya" (Remix)                    | E-Tribe                         | E-Tribe                         | E-Tribe, Chang Jun Ho           | 3:32       |
| 4.               | "Why Are You Being Like This" (Remix) | Lee Eun Jin (Yangpa)            | Kim Do Hoon, Lee Sang Ho        | Lee Sang Ho                     | 3:49       |
| 5.               | "Ma Boo" (Remix)                      | Kim Do Hoon, Rhymer             | Kim Do Hoon                     | Kim Do Hoon                     | 3:29       |
| 6.               | "I Don't Know" (Remix)                | Shinsadong Tiger, Choi Gyu Sung | Shinsadong Tiger, Choi Gyu Sung | Shinsadong Tiger, Choi Gyu Sung | 3:46       |
| 7.               | "I'm Okay" (Remix)                    | Choi Gyu Sung                   | Choi Gyu Sung                   | Choi Gyu Sung                   | 3:58       |
| Tổng thời lượng: | Tổng thời lượng:                      | Tổng thời lượng:                | Tổng thời lượng:                | Tổng thời lượng:                | 25:34      |

### Roly-Poly In Copacabana
| STT              | Nhan đề                                             | Thời lượng |
| ---------------- | --------------------------------------------------- | ---------- |
| 1.               | "Roly-Poly In Copacabana" (Roly-Poly In 코파카바나) | 3:27       |
| Tổng thời lượng: | Tổng thời lượng:                                    | 29:01      |

| Bảng xếp hạng                  | Xếp hạng cao nhất |
| ------------------------------ | ----------------- |
| Gaon Bảng xếp hạng album tuần  | 3                 |
| Gaon Bảng xếp hạng album tháng | 8                 |

| Chart                          | Peak position |
| ------------------------------ | ------------- |
| Gaon Bảng xếp hạng album tuần  | 3             |
| Gaon Bảng xếp hạng album tháng | 4             |

| "Roly-Poly"               | 2  | 4  |
| "Roly-Poly in Copacabana" | 45 | 70 |

| "I Really Really Like You" | 54 |

| Bảng xếp hạng | Doanh số |
| ------------- | -------- |
| Gaon          | 28,084   |

| Bảng xếp hạng | Doanh số |
| ------------- | -------- |
| Gaon          | 20,991   |

| Bảng xếp hạng    | Xếp hạng cao nhất |
| ---------------- | ----------------- |
| Gaon album chart | 3                 |

| "Roly-Poly" | 1 |